# Малахово (Харьковская область)
Малахово (укр. Малахове), поселок, 
Подсереднянский сельский совет,
Великобурлукский район,
Харьковская область.
Код КОАТУУ — 6321484205. Население по переписи 2001 г. составляет 184 (80/104 м/ж) человека.

## Географическое положение
Посёлок Малахово находится возле балки Халявина, на одном из истоков реки Хотомля, в 1 км от пгт Приколотное, в 2-х км проходит автомобильная дорога Т-2115, в 3-х км железнодорожная станция Приколотное.
В поселке есть запруды.

## История
- 1901 - дата основания.

## Экономика
- В селе есть молочно-товарная ферма.